# Campionato mondiale di baseball 1990
Il XXXI Campionato mondiale di baseball si tenne dal 4 al 19 agosto 1990 in Canada.

## Classifica finale
| Pos. | Squadra       |
| ---- | ------------- |
|      | Cuba          |
|      | Nicaragua     |
|      | Corea del Sud |
| 4    | Porto Rico    |
| 5    | Giappone      |
| 6    | Taipei cinese |
| 7    | Canada        |
| 8    | Stati Uniti   |
| 9    | Paesi Bassi   |
| 10   | Italia        |
| 11   | Messico       |
| 12   | Venezuela     |

## Risultati

### Primo turno

#### Gruppo A
| Data     | Ora   | Stadio     | Squadra 1     | Squadra 2     | Ris.   | Note      |
| -------- | ----- | ---------- | ------------- | ------------- | ------ | --------- |
| 4 agosto | 10h00 | Fry Park   | Nicaragua     | Messico       | 10 - 1 |           |
| 4 agosto | 10h00 | Ducey Park | Italia        | Cuba          | 2 - 18 | 7 manches |
| 4 agosto | 14h00 | Ducey Park | Giappone      | Corea del Sud | 4 - 3  |           |
| 5 agosto | 10h00 | Ducey Park | Cuba          | Nicaragua     | 7 - 3  |           |
| 5 agosto | 10h00 | Fry Park   | Italia        | Corea del Sud | 4 - 7  |           |
| 6 agosto | 10h00 | Fry Park   | Messico       | Giappone      | 0 - 12 | 8 manches |
| 6 agosto | 10h00 | Ducey Park | Nicaragua     | Italia        | 7 - 8  |           |
| 6 agosto | 19h30 | Ducey Park | Corea del Sud | Cuba          | 1 - 26 | 7 manches |
| 7 agosto | 10h00 | Fry Park   | Giappone      | Italia        | 11 - 1 | 7 manches |
| 7 agosto | 14h00 | Fry Park   | Corea del Sud | Nicaragua     | 0 - 3  |           |
| 7 agosto | 14h00 | Ducey Park | Cuba          | Messico       | 11 - 0 | 7 manches |
| 8 agosto | 10h00 | Fry Park   | Corea del Sud | Messico       | 15 - 2 | 7 manches |
| 8 agosto | 14h00 | Ducey Park | Nicaragua     | Giappone      | 2 - 0  |           |
| 9 agosto | 10h00 | Fry Park   | Messico       | Italia        | 6 - 5  |           |
| 9 agosto | 14h00 | Ducey Park | Giappone      | Cuba          | 2 - 8  |           |

| Pos. | Squadra       | G | V | P | PF | PS | %     |
| ---- | ------------- | - | - | - | -- | -- | ----- |
| 1    | Cuba          | 5 | 5 | 0 | 70 | 8  | 1.000 |
| 2    | Nicaragua     | 5 | 3 | 2 | 25 | 16 | .600  |
| 3    | Giappone      | 5 | 3 | 2 | 29 | 14 | .600  |
| 4    | Corea del Sud | 5 | 2 | 3 | 26 | 39 | .400  |
| 5    | Messico       | 5 | 1 | 4 | 9  | 53 | .200  |
| 6    | Italia        | 5 | 1 | 4 | 20 | 49 | .200  |

G : giocate, V : vinte, P : perse, PF : punti fatti, PS : punti subiti, % : percentuale vittorie.

#### Gruppo B
| Data     | Ora   | Stadio     | Squadra 1   | Squadra 2   | Ris.   | Note       |
| -------- | ----- | ---------- | ----------- | ----------- | ------ | ---------- |
| 4 agosto | 14h00 | Fry Park   | Porto Rico  | Paesi Bassi | 4 - 0  |            |
| 4 agosto | 19h30 | Ducey Park | Canada      | Venezuela   | 10 - 7 |            |
| 5 agosto | 14h00 | Fry Park   | Paesi Bassi | Venezuela   | 9 - 8  | 10 manches |
| 5 agosto | 14h00 | Ducey Park | Porto Rico  | Canada      | 2 - 1  |            |
| 5 agosto | 19h30 | Ducey Park | USA         | Taiwan      | 16 - 5 | 7 manches  |
| 6 agosto | 14h00 | Fry Park   | Paesi Bassi | USA         | 4 - 10 |            |
| 6 agosto | 14h00 | Ducey Park | Taiwan      | Canada      | 10 - 0 | 7 manches  |
| 7 agosto | 10h00 | Ducey Park | USA         | Venezuela   | 13 - 4 |            |
| 7 agosto | 19h30 | Ducey Park | Taiwan      | Porto Rico  | 3 - 5  |            |
| 8 agosto | 10h00 | Ducey Park | Canada      | Paesi Bassi | 7 - 6  |            |
| 8 agosto | 14h00 | Fry Park   | Venezuela   | Taiwan      | 1 - 5  |            |
| 8 agosto | 19h30 | Ducey Park | Porto Rico  | USA         | 6 - 4  |            |
| 9 agosto | 10h00 | Ducey Park | Paesi Bassi | Taiwan      | 1 - 6  |            |
| 9 agosto | 14h00 | Fry Park   | Venezuela   | Porto Rico  | 1 - 9  |            |
| 9 agosto | 19h30 | Ducey Park | Canada      | USA         | 3 - 23 | 7 manches  |

| Pos. | Squadra       | G | V | P | PF | PS | %     |
| ---- | ------------- | - | - | - | -- | -- | ----- |
| 1    | Porto Rico    | 5 | 5 | 0 | 26 | 9  | 1.000 |
| 2    | Stati Uniti   | 5 | 4 | 1 | 66 | 22 | .800  |
| 3    | Taipei cinese | 5 | 3 | 2 | 29 | 23 | .600  |
| 4    | Canada        | 5 | 2 | 3 | 21 | 48 | .400  |
| 5    | Paesi Bassi   | 5 | 1 | 4 | 20 | 35 | .200  |
| 6    | Venezuela     | 5 | 0 | 5 | 21 | 46 | .000  |

G : giocate, V : vinte, P : perse, PF : punti fatti, PS : punti subiti, % : percentuale vittorie.

### Secondo turno

#### Gruppo C
| Data      | Ora   | Stadio     | Squadra 1     | Squadra 2     | Ris.   | Note      |
| --------- | ----- | ---------- | ------------- | ------------- | ------ | --------- |
| 11 agosto | 19h30 | Ducey Park | Cuba          | Taiwan        | 16 - 3 | 7 manches |
| 12 agosto | 14h00 | Ducey Park | USA           | Corea del Sud | 3 - 5  |           |
| 13 agosto | 15h15 | Ducey Park | Taiwan        | USA           | 10 - 7 |           |
| 13 agosto | 19h30 | Ducey Park | Cuba          | Corea del Sud | 5 - 1  |           |
| 14 agosto | 15h00 | Ducey Park | Corea del Sud | Taiwan        | 11 - 1 | 7 manches |
| 15 agosto | 19h30 | Ducey Park | USA           | Cuba          | 1 - 23 | 7 manches |

| Pos. | Squadra       | G | V | P | PF | PS | %     |
| ---- | ------------- | - | - | - | -- | -- | ----- |
| 1    | Cuba          | 3 | 3 | 0 | 44 | 5  | 1.000 |
| 2    | Corea del Sud | 3 | 2 | 1 | 17 | 9  | .667  |
| 3    | Taipei cinese | 3 | 1 | 2 | 14 | 34 | .333  |
| 4    | Stati Uniti   | 3 | 0 | 3 | 11 | 38 | .000  |

G : giocate, V : vinte, P : perse, PF : punti fatti, PS : punti subiti, % : percentuale vittorie.

#### Gruppo D
| Data      | Ora   | Stadio     | Squadra 1  | Squadra 2  | Ris.   | Note |
| --------- | ----- | ---------- | ---------- | ---------- | ------ | ---- |
| 11 agosto | 14h00 | Ducey Park | Nicaragua  | Canada     | 5 - 3  |      |
| 12 agosto | 19h30 | Ducey Park | Porto Rico | Giappone   | 5 - 15 |      |
| 13 agosto | 11h00 | Ducey Park | Canada     | Giappone   | 8 - 12 |      |
| 14 agosto | 19h30 | Ducey Park | Nicaragua  | Porto Rico | 0 - 8  |      |
| 15 agosto | 11h00 | Ducey Park | Giappone   | Nicaragua  | 4 - 11 |      |
| 15 agosto | 15h00 | Ducey Park | Porto Rico | Canada     | 9 - 6  |      |

| Pos. | Squadra    | G | V | P | PF | PS | %    |
| ---- | ---------- | - | - | - | -- | -- | ---- |
| 1    | Nicaragua  | 3 | 2 | 1 | 16 | 15 | .667 |
| 2    | Porto Rico | 3 | 2 | 1 | 22 | 21 | .667 |
| 3    | Giappone   | 3 | 2 | 1 | 31 | 24 | .667 |
| 4    | Canada     | 3 | 0 | 3 | 17 | 26 | .000 |

G : giocate, V : vinte, P : perse, PF : punti fatti, PS : punti subiti, % : percentuale vittorie.

### Torneo di consolazione
| Data      | Ora   | Stadio   | Squadra 1   | Squadra 2   | Ris.    | Note |
| --------- | ----- | -------- | ----------- | ----------- | ------- | ---- |
| 11 agosto | 11h00 | Fry Park | Messico     | Italia      | 8 - 9   |      |
| 11 agosto | 16h00 | Fry Park | Venezuela   | Paesi Bassi | 10 - 9  |      |
| 12 agosto | 11h00 | Fry Park | Messico     | Venezuela   | 1 - 0   |      |
| 12 agosto | 16h00 | Fry Park | Paesi Bassi | Italia      | 7 - 5   |      |
| 14 agosto | 11h00 | Fry Park | Paesi Bassi | Messico     | 12 - 10 |      |
| 15 agosto | 16h00 | Fry Park | Italia      | Venezuela   | 7 - 2   |      |

| Pos. | Squadra     | G | V | P | PF | PS | %    |
| ---- | ----------- | - | - | - | -- | -- | ---- |
| 1    | Paesi Bassi | 3 | 2 | 1 | 28 | 25 | .667 |
| 2    | Italia      | 3 | 2 | 1 | 21 | 17 | .667 |
| 3    | Messico     | 3 | 1 | 2 | 19 | 21 | .333 |
| 4    | Venezuela   | 3 | 1 | 2 | 12 | 17 | .333 |

G : giocate, V : vinte, P : perse, PF : punti fatti, PS : punti subiti, % : percentuale vittorie.

### Finali

#### 1º-2º posto
| Data      | Ora   | Stadio     | Squadra 1 | Squadra 2 | Ris.   | Note      |
| --------- | ----- | ---------- | --------- | --------- | ------ | --------- |
| 18 agosto | 18h30 | Ducey Park | Nicaragua | Cuba      | 0 - 14 | 7 manches |
| 19 agosto | 12h00 | Ducey Park | Cuba      | Nicaragua | 11 - 5 |           |

#### 3=-4º posto
| Data      | Ora   | Stadio     | Squadra 1   | Squadra 2    | Ris.  | Note |
| --------- | ----- | ---------- | ----------- | ------------ | ----- | ---- |
| 18 agosto | 14h00 | Ducey Park | Puerto Rico | Corée du Sud | 4 - 7 |      |

#### 5º-6º posto
| Data      | Ora   | Stadio     | Squadra 1 | Squadra 2 | Ris.   | Note |
| --------- | ----- | ---------- | --------- | --------- | ------ | ---- |
| 17 agosto | 15h00 | Ducey Park | Taiwan    | Giappone  | 3 - 14 |      |

#### 7º-8º posto
| Data      | Ora   | Stadio     | Squadra 1 | Squadra 2 | Ris.  | Note |
| --------- | ----- | ---------- | --------- | --------- | ----- | ---- |
| 17 agosto | 15h00 | Ducey Park | USA       | Canada    | 9 - 4 |      |